# Elaine Delmar
Elaine Delmar, geboren als Elaine Hutchinson (Harpenden, 13 september 1939), is een Britse jazzzangeres en actrice.

## Biografie
Elaine Delmar was de dochter van de trompettist Jiver Hutchinson en kreeg vanaf 6-jarige leeftijd pianoles. Op 14-jarige leeftijd trad ze op als pianiste in Children's Hour van BBC. Later trad ze op met de band van haar vader in de club van het Amerikaanse leger. Met Coleridge Goodes band The Dominoes was ze midden jaren 1950 een maand voor een gastspel in Bad Harzburg. Vanaf 1959 trad ze regelmatig op in de radio en gaf ze in hetzelfde jaar ook een concert tijdens het Beaulieu Jazz Festival om daarna Europees op te treden in soloprogramma's. Vervolgens werkte ze ook als theateractrice en bij de televisie. Ze had ook een rol in de film Mahler van Ken Russell.
Delmar was daarna, ook door de jaren 1980, voornamelijk verbonden aan musicals, o.a. in de hoofdrol in Bubbling Brown Sugar, maar trad ze echter ook toenemend op op cruiseschepen en in jazzclubs. Sinds de jaren 1990 was ze verbonden aan shows als The Ella Fitzgerald Song Book en Thank You, Mr. Gershwin, maar ze werkte echter ook in Ronnie Scott's Jazz Club. In 2010 haalde Wynton Marsalis haar met het Lincoln Center Jazz Orchestra op het podium van het Londense Barbican Center. In 2013 werd haar in het kader van de Parliamentary Jazz Awards de APPJAG Special Award toegekend voor haar verdiensten voor de Britse jazz.

## Discografie
- 1996: S'Wonderful: Live at Ronnie Scott's
- 1998: Nobody Else But Me